# Acholades asteris
Acholades asteris is een platworm (Platyhelminthes). De worm is tweeslachtig.
Het geslacht Acholades, waarin de platworm wordt geplaatst, wordt tot de familie Acholadidae gerekend. De wetenschappelijke naam van de soort werd voor het eerst geldig gepubliceerd in 1955 door Hickman & Olsen.